# 足立達夫 (内務官僚)
足立 達夫（あだち たつお、1890年（明治23年）11月3日 - 没年不詳）は、日本の内務官僚。

## 経歴
京都府天田郡福知山町（現在の福知山市）出身。1912年（明治45年）、第三高等学校卒業。1915年（大正4年）、高等文官試験に合格し、翌年に東京帝国大学法科大学独法科を卒業した。司法官試補となったが、翌年に警視庁警部に転じ、同警視、赤坂青山警察署長、島根県警視・保安課長、同理事官・学務課長、香川県理事官・視学官・学務課長、同事務官、同書記官・学務部長、静岡県書記官・学務部長、青森県警察部長、栃木県警察部長、同内務部長、福岡県警察部長を歴任。1932年（昭和7年）、鹿児島県書記官・総務部長に就任し、1936年（昭和11年）に退官した。
退官後の1938年（昭和13年）より静岡市助役を務めた。